# Comparaison de lanceurs lourds
 (décembre 2015).
- Si vous ne connaissez pas le sujet, laissez ce bandeau (vous pouvez alors contacter les auteurs).
- Si vous supprimez le contenu mis en cause (vous pouvez préalablement contacter les auteurs),

argumentez précisément cette suppression dans la page de discussion
(un manque de référence n'est pas un argument ; une recherche réelle de référence doit avoir été effectuée, être formellement documentée).
Cette  comparaison des lanceurs lourds présente les principales caractéristiques des lanceurs capables de placer au moins 20 000 kg (20 tonnes) sur orbite basse.

## Lanceurs opérationnels

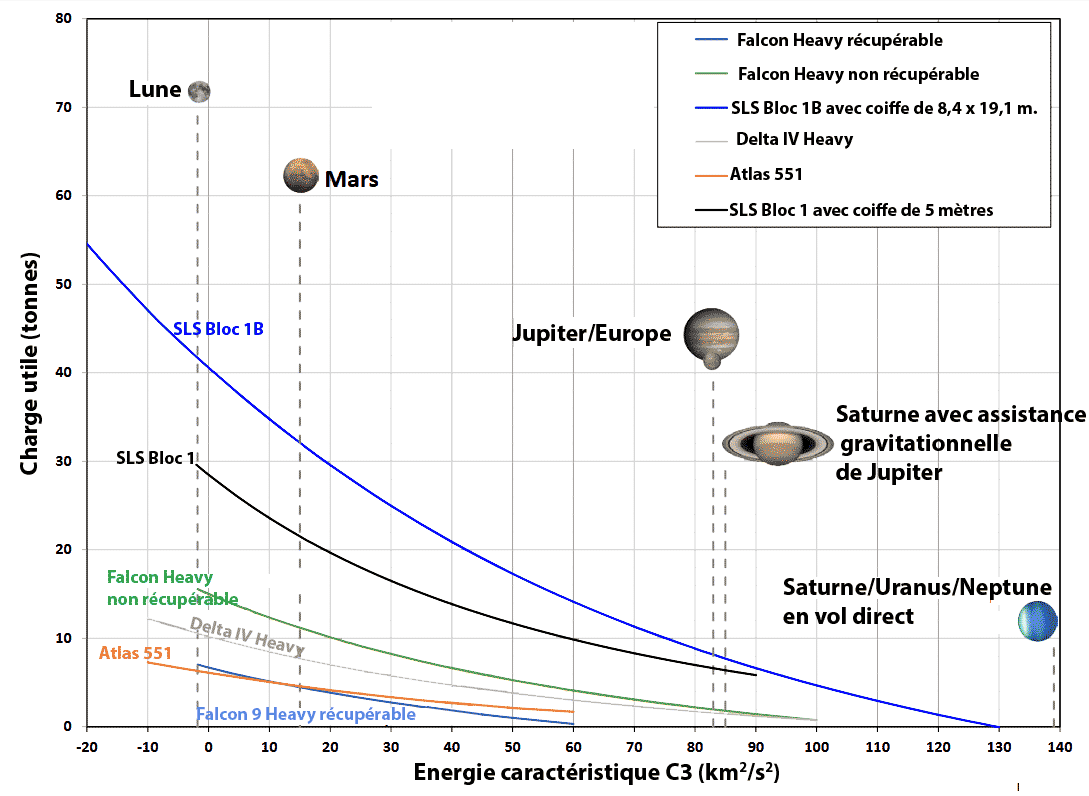
Comparaison des capacités des principaux lanceurs lourds avec le SLS pour des missions d'exploration du système solaire.

| Lanceur         | Pays ou Agence multinationale | Constructeur                                         | Masse sur LEO (kg)               | Masse sur GTO (kg)                                                 | Coût (Millions US$)                       | Coût/kg (LEO) | Coût/kg (GTO) | Vols réussis/Nbre de vols total | Statut                            |
| --------------- | ----------------------------- | ---------------------------------------------------- | -------------------------------- | ------------------------------------------------------------------ | ----------------------------------------- | ------------- | ------------- | ------------------------------- | --------------------------------- |
| SLS Block 1     | États-Unis                    | NASA                                                 | 95 000                           |                                                                    |                                           |               |               | 1/1                             | Opérationnel                      |
| Falcon Heavy    | États-Unis                    | SpaceX                                               | 63 800(version consommable)      | 26 700 (consommable) 8 000(réutilisable) 16 000(semi-réutilisable) | 90 (réutilisable) 150 M USD (consommable) |               |               | 11/11                           | Opérationnel                      |
| Delta IV Heavy  | États-Unis                    | United Launch Alliance                               | 28 790                           | 14 220                                                             |                                           |               |               | 10/11                           | Opérationnel                      |
| Longue marche 5 | Chine                         | Académie chinoise de technologie des lanceurs (CALT) | 25 000(planifiée) 23 000 (CZ-5B) | 14 000(planifiée) 13 000 (CZ-5)                                    |                                           |               |               | 5/6                             | Opérationnel                      |
| Angara A5       | Russie                        | GNPKZ Krounitchev                                    | 24 500                           | 6 600                                                              |                                           |               |               | 3/3                             | 3 vols de qualification effectués |
| Proton M        | Russie                        | GNPKZ Krounitchev                                    | 23 000                           | 6 920                                                              | 100                                       |               |               | 100/111                         | Opérationnel                      |
| Falcon 9 FT     | États-Unis                    | SpaceX                                               | 22 800 (consommable)             | 8 300 (consommable) 5 500 (réutilisable)                           |                                           |               |               | 223/225                         | Opérationnel                      |

## Lanceurs en développement
| Lanceur                  | Pays ou Agence multinationale | Constructeur                                         | Masse sur LEO (kg) | Masse sur GTO (kg)                                    | Coût (Millions US$) | Coût/kg (LEO) | Coût/kg (GTO) | Vol inaugural planifié | Nbre de vols d'essais | Statut        |
| ------------------------ | ----------------------------- | ---------------------------------------------------- | ------------------ | ----------------------------------------------------- | ------------------- | ------------- | ------------- | ---------------------- | --------------------- | ------------- |
| SuperHeavy/Starship(BFR) | États-Unis                    | SpaceX                                               | 100 000 à 150 000  | 100 000 (Lune, et Mars avec ravitaillement en orbite) |                     |               |               | 2023                   | 7                     | Développement |
| Longue marche 9          | Chine                         | Académie chinoise de technologie des lanceurs (CALT) | 130 000 à 133 000  |                                                       |                     |               |               | 2028 à 2030            | 0                     | A l'étude     |
| SLS Block 2              | États-Unis                    | NASA                                                 | 130 000            |                                                       |                     |               |               | 2030                   | 0                     | A l'étude     |
| SLS Block 1B             | États-Unis                    | NASA                                                 | 105 000            |                                                       |                     |               |               | 2025                   | 0                     | Développement |
| Yenisei (en)             | Russie                        | RKK Energuia                                         | 103 000            |                                                       |                     |               |               | 2028                   | 0                     | Développement |
| New Glenn                | États-Unis                    | Blue Origin                                          | 45 000             | 13 000                                                |                     |               |               | 2025                   | 0                     | Développement |
| Angara A7V               | Russie                        | GNPKZ Krounitchev                                    | 40 500             |                                                       |                     |               |               | 202X                   | 0                     | A l'étude     |
| Vulcan                   | États-Unis                    | United Launch Alliance                               | 29 000             | 15 000                                                |                     |               |               | 2022                   | 0                     | Développement |
| Ariane 6                 | ESA                           | ArianeGroup                                          | 21 650 (A64)       | 5 000 (A62) 10 500 (A64)                              |                     |               |               | 2022                   | 1                     | Développement |

## Lanceurs retirés du service
| Lanceur                     | Pays ou Agence multinationale | Constructeur                                                         | Masse sur LEO (kg)                 | Masse sur GTO (kg)                   | Masse sur TLI (kg)               | Coût (Millions US$) | Coût/kg (LEO)   | Coût/kg (GTO)   | Vols réussis/Nbre de vols total | Statut |
| --------------------------- | ----------------------------- | -------------------------------------------------------------------- | ---------------------------------- | ------------------------------------ | -------------------------------- | ------------------- | --------------- | --------------- | ------------------------------- | ------ |
| Saturn V                    | États-Unis                    | Boeing (S-IC) North American (S-II) Douglas (S-IVB)                  | 118 000 à 137 000 (Apollo 15 à 17) |                                      | 45 000 à 47 000 (Apollo 15 à 17) |                     |                 |                 | 12/12                           | Retiré |
| Navette spatiale américaine | États-Unis                    | Thiokol (SRBs) Martin Marietta (ET) Rockwell International (Orbiter) | 24 500 (133 500 avec orbiteur)     | 3 810                                |                                  | 300                 | 10 416          | 50 874          | 132/135                         | Retiré |
| Saturn INT-21               | États-Unis                    | Boeing (S-IC) North American (S-II)                                  | 115 900,                           |                                      |                                  |                     |                 |                 | 1/1                             | Retiré |
| Energia                     | Union soviétique              | RKK Energia                                                          | 105 000                            |                                      |                                  |                     |                 |                 | 2/2,                            | Retiré |
| N1                          | Union soviétique              |                                                                      | 95 000                             |                                      |                                  |                     |                 |                 | 0/4                             | Retiré |
| Proton K                    | Union soviétique Russie       | GNPKZ Krounitchev                                                    | 22 776                             |                                      |                                  | 85                  | 4 302           | 18 359          | 275/311                         | Retiré |
| Titan IVB                   | États-Unis                    | Lockheed Martin                                                      | 21 682                             | 5 761 (9 000 avec l'étage supérieur) |                                  | 250 - 350           | 11 530 - 13 836 | 43 395 - 60 753 | 15/17                           | Retiré |
| Ariane 5 ES                 | ESA                           | ArianeGroup                                                          | 21 000                             | 8 000                                |                                  |                     |                 |                 | 8/8                             | Retiré |
| Ariane 5 ECA                | ESA                           | ArianeGroup                                                          | 21 000                             | 10 700                               |                                  |                     |                 |                 | 104/109                         | Retiré |

## Projets abandonnés
| Lanceur            | Pays ou Agence multinationale | Constructeur                        | Masse sur LEO (kg) | Masse sur GTO (kg) | Coût (Millions US$) | Coût/kg (LEO) | Coût/kg (GTO) | Vols réussis/Nbre de vols total | Statut           |
| ------------------ | ----------------------------- | ----------------------------------- | ------------------ | ------------------ | ------------------- | ------------- | ------------- | ------------------------------- | ---------------- |
| UR-700M            | Union soviétique              | URSS                                | 750 000            |                    |                     |               |               | 0/0                             | Projet abandonné |
| Dragon des mers    | États-Unis                    | Aerojet                             | 550 000            |                    |                     |               |               | 0/0                             | Projet abandonné |
| Nova               | États-Unis                    | Nasa                                | 450 000            |                    |                     |               |               | 0/0                             | Projet abandonné |
| UR-900             | Union soviétique              | URSS                                | 240 000            |                    |                     |               |               | 0/0                             | Projet abandonné |
| Saturn C-8         | États-Unis                    | Nasa                                | 210 000            |                    |                     |               |               | 0/0                             | Projet abandonné |
| Vulkan             | Union soviétique              | RKK Energuia                        | 200 000            |                    |                     |               |               | 0/0                             | Projet abandonné |
| Ares V             | États-Unis                    | Alliant Techsystems TBD             | 188 000            |                    |                     |               |               | 0/0                             | Projet abandonné |
| UR-700             | Union soviétique              | URSS                                | 151 000            |                    |                     |               |               | 0/0                             | Projet abandonné |
| Atlas V HLV        | États-Unis                    | United Launch Alliance              | 29 420             | 13 000             |                     |               |               | 0/0                             | Projet abandonné |
| Ariane 5 ME        | ESA                           | EADS Astrium                        | 23 000             | 12 000             |                     |               |               | 0/0                             | Projet abandonné |
| OmegA              | États-Unis                    | Northrop Grumman Innovation Systems | 22 000             | 9 200              |                     |               |               | 0/0                             | Projet abandonné |
| VentureStar (SSTO) | États-Unis                    | Lockheed Martin                     | 20 412             |                    |                     |               |               | 0/0                             | Projet abandonné |